# Генератор инертного газа
Генератор инертного газа относится к оборудованию для добывающей отрасли (добыча нефти, газа и угля), а также к оборудованию на борту исследовательских суден и морских танкеров-продуктовозов. Генераторы инертного газа состоят из генератора газа и системы очистки . 

## Процесс
Дизель сжигается с использованием атмосферного воздуха в камере сгорания, а выхлопные газы собираются, полученные выхлопные газы содержат менее 5% кислорода, тем самым создавая « инертный газ », который в основном состоит из азота и частично двуокиси углерода. Затем горячий грязный газ проходит через скрубберную башню, которая очищает и охлаждает его с помощью морской воды. Затем этот газ доставляется в грузовые танки для предотвращения взрыва легковоспламеняющегося груза.
Этот генератор иногда путают с системами дымовых газов, которые забирают инертный газ из котельных систем корабля. Системы дымовых газов не имеют горелки, а только «очищают» и измеряют воздух перед подачей его в грузовой отсек.